# Snäckstjärnmask
Snäckstjärnmask (Phascolion strombus) är en stjärnmaskart som först beskrevs av Montagu 1804. Enligt Catalogue of Life ingår Snäckstjärnmask i släktet Phascolion och familjen Phascoliidae, men enligt Dyntaxa är tillhörigheten istället släktet Phascolion och familjen Phascolionidae. Arten är reproducerande i Sverige.

## Underarter
Arten delas in i följande underarter:
- P. s. cronullae
- P. s. strombus